# Palaemonetes paludosus
Palaemonetes paludosus är en kräftdjursart som först beskrevs av Lewis Reeve Gibbes 1850.  Palaemonetes paludosus ingår i släktet Palaemonetes och familjen Palaemonidae. Inga underarter finns listade i Catalogue of Life.